# Перегнойная земля
Перегнойная земля, или Навозный перегной, — земляная смесь, применяемая в садоводстве, горшечной и кадочной культуре декоративных растений в качестве органического удобрения и как примесь в различных подготавливаемых земляных смесях. Увеличивает теплоёмкость и влагоёмкость субстрата, способствует разрыхлению тяжёлых и связыванию лёгких почв. Отличается высоким содержанием микроорганизмов и биологически значимых микроэлементов (pH около 8).
Различают конский перегной и перегной крупного рогатого скота.
В садовых хозяйствах такую землю нередко называют парниковой землей. Перегнойная земля получается из перегнившего в парниках навоза. Она легкая, рыхлая, состоит в основном из растительных остатков и очень богата питательными веществами. Применяют её как примесь к дерновой земле и в различных других смесях. Во всех случаях она является наиболее питательной частью всякой земляной смеси, обеспечивающей мощный рост растений. Перегнойную землю можно заменить компостной, получающейся из разложившихся растительных остатков.